# Yakaköy, Hasankeyf
Yakaköy là một xã thuộc huyện Hasankeyf, tỉnh Batman, Thổ Nhĩ Kỳ. Dân số thời điểm năm 2011 là 339 người.